# Ahhotep
Ahhotep (vagy Jahhotep, „A Hold elégedett”) ókori egyiptomi királyné a XVII. dinasztia idején, Szenahtenré Jahmesz és Tetiseri lánya, Szekenenré Ta-aa testvére és felesége; a XVIII. dinasztia első fáraójának, I. Jahmesznek és feleségének, Ahmesz-Nofertarinak, valamint esetleg a XVII. dinasztia utolsó fáraójának, Kamoszénak az édesanyja. Egy ideig régensként uralkodott I. Jahmesz helyett.
Nem világos, hogy az Ahhotep nevével fennmaradt tárgyak egy vagy két személyhez tartoztak, több forrás megkülönbözteti I. és II. Ahhotepet, utóbbi feltehetőleg Kamosze felesége.

## Élete
Ahhotep a thébai uralkodócsalád feje, Szenahtenré Jahmesz és felesége, Tetiseri lányaként született a második átmeneti korban, amikor Egyiptom kettészakadt, északi részén a betolakodó hükszoszok uralkodtak. Ahhotep feleségül ment fivéréhez, Szekenenréhez, akinek a nagy királyi hitvese lett (Szekenenrének két másik felesége is volt, Ahmesz-Inhapi és Szitdzsehuti, akik feltehetőleg szintén a testvérei voltak). Feltehetőleg a fiuk volt Szekenenré utóda, Kamosze, bár az is lehet, hogy a testvérük. A későbbi fáraón, I. Jahmeszen kívül még lehet, hogy volt egy másik Jahmesz nevű fia, aki fiatalon meghalt, valamint egy Ahmesz-Nebetta nevű lánya. Lehetséges, hogy az ő gyermekei még Ahmesz-Henutemipet, Ahmesz-Tumeriszi, Binpu, Jahmesz-Szipair és Ahmesz-Meritamon.
Szekenenré és Kamosze uralkodása alatt megkezdődött a hükszószok kiűzése Egyiptomból. Szekenenré erőszakos halált halt, feltehetőleg csatában esett el, és Kamosze is meghalt háromévi uralkodás után, így Ahhotep fia, I. Jahmesz lépett trónra, még gyermekként. Ahhotep régensként uralkodott fia helyett, és úgy tűnik, katonai szerepet is vállalt, több kitüntetést is kapott ugyanis bátorságáért. Egy I. Jahmesz idejéből származó sztélé tanúsága szerint katonai csapatokat irányított és részt vett Théba védelmében („gondoskodott Egyiptomról, vigyázott a katonáira, visszahozta a szökevényeket és összegyűjtötte a dezertőröket, megbékítette Felső-Egyiptomot és kiűzte a lázadókat.”) Nem tudni, ez pontosan mikor játszódott le a hükszósz háború során; talán Szekenenré vagy Kamosze halála után.
Említik egy sztélén (CG 34003), ami unokája, I. Amenhotep uralkodása 10. évében készült. Háznagya, Juf is említi sztéléjén (CG 34009), Jahmesz fáraó anyjának nevezi. Juf később I. Thotmesz feleségének, Ahmesz királynénak a háznagya lett. Ez azt jelzi, Ahhotep I. Thotmesz idején halt meg, idős korában.
Nem tudni, eredetileg hol temették el Ahhotepet, valószínűleg Thébában. Múmiája (amennyiben nem azonos II. Ahhoteppel) nem került elő. Külső koporsóját később a Dejr el-Bahari-i rejtekhelyen (DB320, TT320) találták meg. A koporsó a korra jellemző risi-díszítésű (tollmintás), és hasonlít Ahmesz-Nofertari és Ahmesz-Meritamon külső koporsójához.
Ahhotep címei: Nagy királyi hitves (ḥm.t-nỉswt wr.t), Egy a fehér koronával (ẖnm.t-nfr-ḥḏ.t), A király felesége (ḥm.t-nỉswt), A király lánya (z3.t-nỉswt), A király nővére (zn.t-nỉswt), Az uralkodó nővére (zn.t-ỉtỉ), A király anyja (mwt-nỉswt), Az isten felesége (ez utóbbi kettő csak a Dejr el-Bahari-i koporsón tűnik fel), Alsó- és Felső-Egyiptom úrnője.

## Esetleges azonossága II. Ahhoteppel
II. Ahhotepet egyedül koporsója felirata azonosítja. Sírját 1858-ban találták meg Auguste Mariette munkásai Dirá Abu el-Nagában. A 19. század végén úgy vélték, a Dejr el-Bahari és a Dirá Abu l-Naga-i koporsó is I. Ahhotepé, Szekenenré feleségéé, de létezett egy II. Ahhotep is, aki I. Amenhotep felesége volt (egyesek a Dejr el-Bahari-i koporsót neki tulajdonították).
Az 1970-es években jöttek rá, hogy ez nem tartható, mert a Dejr el-Bahari koporsón szerepel „a király anyja” cím, és I. Amenhotepnek nem volt fia, aki követte volna (bár megvan a lehetősége, hogy volt egy fia, Amenemhat, aki I. Amenhotep társuralkodója volt, de még apja előtt meghalt), így a koporsó I. Jahmesz anyjáé lehet. Robins 1982-es elmélete szerint I. Ahhotepé a Dirá Abu l-Naga-i koporsó, II. Ahhotepé a Dejr el-Bahari koporsó, valamint létezik egy III. Ahhotep, akit egy bizonyos Jahmesz herceg szobrán említenek. Ma Aidan Dodson és Dyan Hilton alapján úgy tartják, hogy I. Ahhotep Szekenenré felesége és I. Jahmesz anyja volt, II. Ahhotep pedig a Dirá Abu l-Naga-i koporsó tulajdonosa, talán Kamosze felesége; a két Ahhotep akkor lehet azonos, ha Kamosze nem a fia volt Szekenenrének, hanem a fivére. (III. Ahhotep létezését már nem feltételezik).
Amelletti érvként, hogy a két Ahhotep nem azonos, azt szokták még felhozni, hogy a Dirá Abu el-Naga-i koporsón a névben szereplő, holdat jelentő iah hieroglifának egy korábbi írásmódja szerepel; ez I. Jahmesz 18. és 22. éve közt változott a későbbire, tehát az ebbe a koporsóba eltemetett Ahhotep legkésőbb ekkor meghalt, Jahmesz anyja pedig még a Jahmeszt követő fáraók uralkodása alatt is életben volt. Ezenfelül koporsóján csak két cím szerepel (Nagy királyi hitves és Egy a fehér koronával), nincs rajta „a király anyja” cím, ami a Dejr el-Bahariban talált Ahhotep-koporsón igen. Utóbbi koporsóba az előbbi nem fér bele, tehát nem képezhették egy temetkezés részét, ami további érv amellett, hogy két különböző személyről van szó.

## További elméletek
Ann Macy Roth elmélete szerint Szekenenrének három felesége volt:
- I. Ahhotep, az ő fia Jahmesz herceg (nem azonos a későbbi fáraóval), és több hercegnő.
- Szitdzsehuti, az ő leánya Ahmesz hercegnő.
- Tetiseri, az ő gyermekei Kamosze, II. Ahhotep és Ahmesz-Henuttamehu. Kamosze és II. Ahhotep gyermekei I. Jahmesz, Ahmesz-Nofertari és Szitkamosze.